# Università americana di Beirut
L'Università americana di Beirut (in inglese: American University of Beirut, da cui l'acronimo "AUB"; in arabo الجامعة الأميركية في بيروت‎?, al-Jāmiʿat al-amrīkiyya fī Bayrūt) è un'università privata, indipendente e laica della capitale libanese. Fu fondata nel 1866 da missionari protestanti statunitensi (tra cui il dott. Daniel Bliss e Henry Harris Jessup) e intitolata col suo nome attuale solo il 18 novembre 1920. L'Università americana di Beirut offre diversi corsi, umanistici e scientifici, tra cui quelli di medicina. Alla fine del luglio 2002, il numero dei laureati dal giugno del 1870 ammontava a 66.107.
Il campus è composto dalle proprietà dell'università: 64 edifici, incluso l'American University of Beirut Medical Center (AUBMC) con 420 posti letto, 5 biblioteche, 3 musei e 7 dormitori.

## Storia

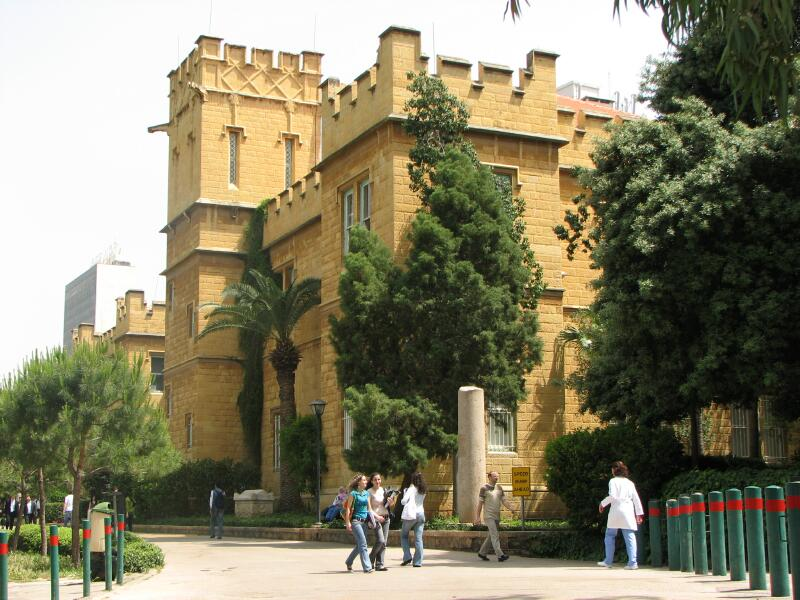
Il museo dell'Università americana di Beirut (2007)

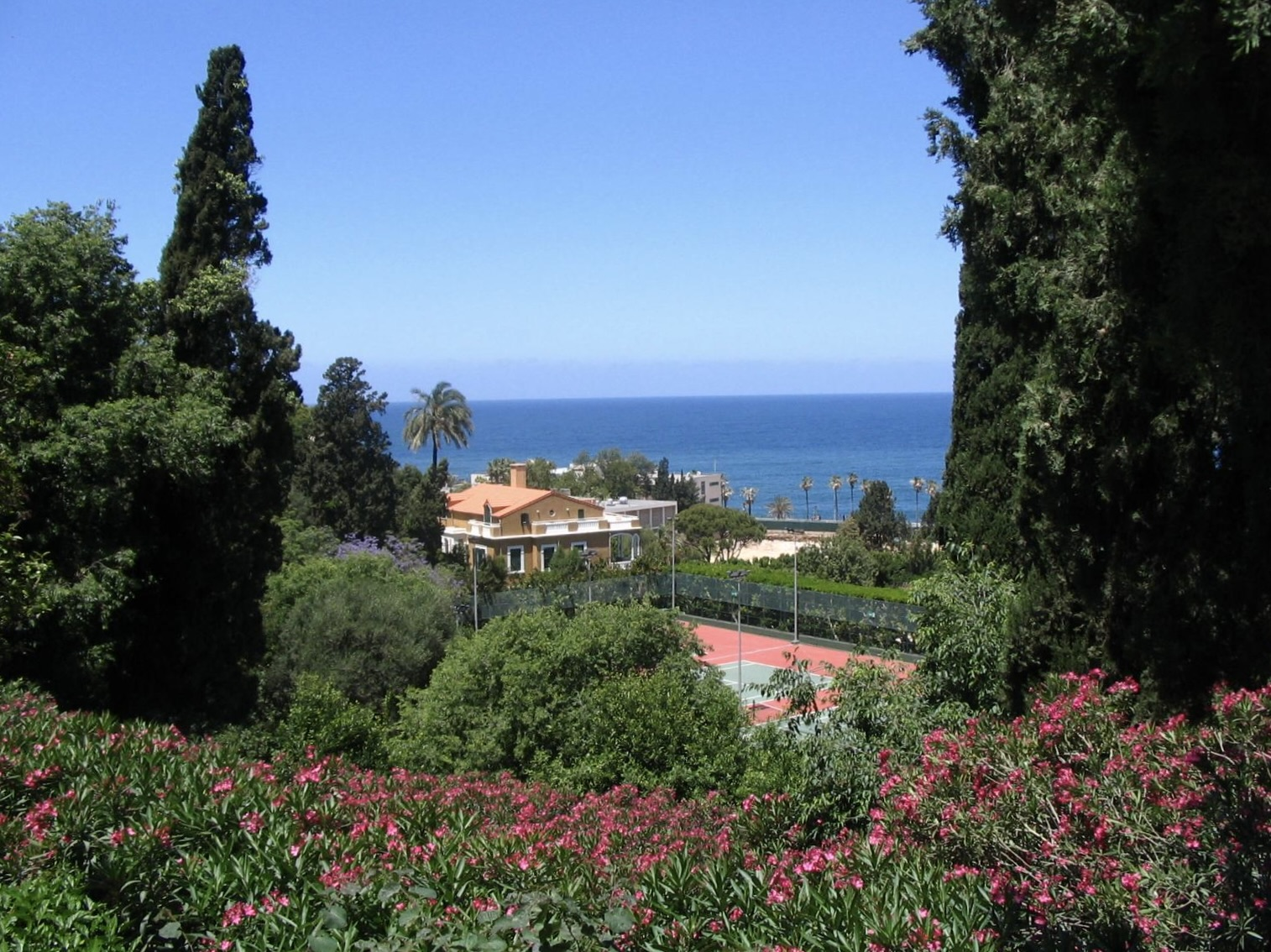
Il campus dell'Università americana di Beirut

Nel 1862, alcuni missionari statunitensi in Libano e in Siria, sotto l'egida del Consiglio americano dei commissari per le missioni all'estero, chiesero al dottor Daniel Bliss di non impegnarsi più nell'evangelizzazione del Libano e di consacrarsi invece alla fondazione di un'università destinata a impartire una preparazione medica con un carattere educativo di stampo statunitense, amministrata indipendentemente dalla missione. Nel 1862, il dottor Bliss si recò negli Stati Uniti per ottenere fondi destinati alla nuova impresa, e nell'agosto del 1864 aveva incassato la somma di 100.000 dollari dell'epoca che, in piena Guerra di secessione costituivano una cifra davvero ragguardevole, cui s'aggiunsero i fondi raccolti nel Regno Unito. L'università fu inaugurata con una sua prima classe di 16 studenti il 3 dicembre 1866.
La prima pietra dell'edificio centrale (University Hall), prima struttura dell'attuale campus di Ra's Beirut, fu posta il 7 dicembre 1871 da William E. Senior. In tale occasione, Daniel Bliss definì le linee-guida dell'ateneo come:
L'edificio centrale e la prima struttura medica furono completati ed entrarono in servizio nel 1873. L'orologio della torre dell'edificio centrale suonò le ore per la prima volta nel marzo del 1874.
Nel 1867, l'università inaugurò la sua Facoltà di Medicina. Quattro anni dopo, nel 1871, la facoltà di Farmacia e una scuola preparatoria furono completate. L'università divenne indipendente nel 1960 ed è oggi conosciuta anche come Università internazionale del Libano. Nel 1900, l'università ha inaugurato una Facoltà di Commercio, che ha più tardi incorporato la Facoltà di Belle Arti e di Scienze. Quando l'ospedale (attualmente Ospedale americano dell'Università) fu creato nel 1905, fu fondata anche un ambulatorio. Nel 1910, l'università ha aperto una scuola di cure dentarie che ha funzionato per trent'anni. All'inizio del 1950 è stato avviato un programma d'espansione. La Facoltà di Tecnologia e d'Architettura fu edificata nel 1951; la facoltà d'Agronomia, attualmente Facoltà di Scienze dell'Alimentazione agraria, ha aperto i battenti nel 1952. Infine, la Scuola di Sanità Pubblica è stata inaugurata nel 1954.
Il 18 novembre 1920, l'Università protestante siriana, emanazione dell'Università di Stato di New York, è diventata "Università americana di Beirut".